# Universidad de San José de Beirut
La Universidad de San José de Beirut (en francés: Université Saint-Joseph de Beyrouth; en árabe: جامعة القديس يوسف) es una organización privada católica e Instituto Superior de Educación fundado por los jesuitas en 1875 en la ciudad de Beirut, en el Líbano, conocida por su escuela de economía, medicina y su hospital, el Hôtel-Dieu de France. El Estado libanés reconoce oficialmente a la universidad y los diplomas que otorga están de acuerdo con la ley de organización de la educación superior en el Líbano. La lengua de la enseñanza en la institución es el francés.

## Académicos destacados
- Camille Chamoun, presidente de Líbano entre 1952 y 1958.
- Amin Gemayel, presidente  entre 1982 y 1988.
- Bashir Gemayel, político libanés, y presidente electo.
- Elias Hrawi, presidente de Líbano entre 1989 y 1998.
- Kamal Jumblatt, legislador y líder del pueblo druso libanés.
- Peter Scholl-Latour,  periodista franco-alemán.
- Georges Corm, historiador y economista libanés.
- Amin Maalouf, escritor, miembro de la Academia Francesa.
- Gabriel Yared, compositor conocido por su trabajo en el cine francés y americano.